# Itame lineata
Itame lineata är en fjärilsart som beskrevs av Barend J. Lempke 1952. Itame lineata ingår i släktet Itame och familjen mätare. Inga underarter finns listade i Catalogue of Life.